# Aida Khasanova
Aida Khasanova (4 août 1983 - 23 mai 2023) est une escrimeuse ouzbèke et une arbitre internationale d'escrime,. Elle a été championne d'escrime d'Ouzbékistan au fleuret en 1998, 1999, 2000 et 2002 et a remporté la Coupe d'Ouzbékistan au sabre en 2008. Elle a participé aux épreuves individuelles de fleuret aux championnats du monde de Saint-Pétersbourg (Russie) en 2007 et de Turin (Italie) en 2006, représentant l'Ouzbékistan.
En 2014, Khasanova est devenue le premier arbitre international d'escrime dans l'histoire de l'escrime de l'Ouzbékistan, sur trois armes et, à partir de là, a été un arbitre de la Fédération internationale d'escrime lors des principaux championnats et tournois internationaux d'escrime.
En 2019, Khasanova a été sélectionnée pour être le premier arbitre d'Ouzbékistan et d'Asie centrale à se rendre aux Jeux olympiques de Tokyo. Elle est également la seule femme arbitre d'escrime représentant l'Asie aux Jeux de 2020.
Khasanova est décédée le 23 mai 2023, à l'âge de 39 ans,.